# Старший син (фільм)
«Ста́рший син» — радянський кольоровий двосерійний телефільм, знятий на кіностудії «Ленфільм» у 1975 році режисером Віталієм Мельниковим по одноіменній п'єсі Олександра Вампілова.
Фільм створений на замовлення Державного комітету СРСР з телебачення та радіомовлення. Зйомки фільму пройшли у передмісті Ленінграда, в районі станції Ржевка.
Прем'єра у СРСР відбулася 20 травня 1976 року.

## Сюжет
Двоє молодих людей — студент Володимир Бусигін і його випадковий приятель Семен Севостьянов на прізвисько Сильва — проводжають двох дівчат, з якими щойно познайомилися у кафе, додому в передмістя, сподіваючись на продовження відносин. Отримавши відмову, бігом повертаються на вокзал — і спізнюються на останню електричку. Опинившись холодної осінньої ночі в чужому містечку, вони намагаються напроситися до кого-небудь переночувати, але безуспішно. В одному з вікон вони бачать батька і сина, які бурхливо з'ясовують стосунки. Володимиру, який випадково підслухав розмову, спадає на думку авантюрна ідея — назватися позашлюбним сином господаря квартири і, таким чином, вирішити проблему з вечерею та нічлігом.
Андрій Григорович Сарафанов, музикант-кларнетист (грає в клубі на танцях і в кінотеатрі перед сеансом), доброї душі людина, що виховала без дружини своїх двох дітей, визнає в несподіваному гості свого позашлюбного сина. Реакція його настільки щира й зворушлива, що у Володимирі пробуджується совість. Крім того, сам він ріс без батька, і ставлення Сарафанова змушує його мимоволі перейнятися взаємними почуттями. Він не може обманом відповідати на настільки безмежну довіру і несподівано розуміє, що проблеми цієї сім'ї, про існування якої він вчора ще й не підозрював, йому небайдужі.
Молодший син Сарафанова Василь з усім запалом юності сумирно закоханий в Наталю — жінку, яка живе по сусідству. Однак в їх непрості стосунки втручається Сильва, який потайки від Василя починає успішно залицятися до Наталі, але лише для того, щоб приємно провести час.
Одночасно з цією любовною історією розігрується й інша: Бусигін закохується в дочку Сарафанова Ніну, але оскільки він — «брат», то відкрито зізнатися їй не може і мовчки страждає, ревнуючи її до нареченого, авіаційного радіоінженера.
Не витримавши, врешті-решт, своєї ролі, Володимир зізнається в усьому Ніні, яка теж несвідомо перейнялася не зовсім сестринською симпатією до новоявленого «брата». Вони розмірковують, як повідомити Андрію Григоровичу. У цей момент з'являється Сильва: Василь, виявивши його в гостях у Наталі, з ревнощів намагався підпалити її будинок, кинувши у вікно запалену коробку господарських сірників. Між Сильвою і Бусигіним спалахує сварка, і Сильва, бажаючи помститися, повідомляє Сарафанову правду. Володимир змушений у всьому зізнатися. Андрій Григорович відмовляється в це вірити. Він щиро полюбив свого «старшого сина», і прощає йому цей обман. «Що б там не було, а я вважаю тебе, Володю, своїм сином. Ви всі мої діти, тому що я люблю вас. Поганий я або хороший, але я люблю вас. А це — головне».

## У ролях
| Актер              | Роль                                 |
| ------------------ | ------------------------------------ |
| Євген Леонов       | Андрій Григорович Сарафанов          |
| Наталія Єгорова    | дочка Сарафанова Ніна                |
| Володимир Ізотов   | син Сарафанова Василь                |
| Микола Караченцов  | студент Володимир Бусигін            |
| Михайло Боярський  | приятель Бусигіна Сильва             |
| Світлана Крючкова  | сусідка Сарафанових Наталя Макарська |
| Микола Никольський | наречений Ніни Михайло Кудімов       |
| Ігор Горбачов      | сусід у вікні                        |

## Знімальна група
- Сценарій і постановка — Віталій Мельников;
- Головний оператор — Юрій Векслер;
- Головний художник — Белла Маневич;
- Звукооператор — Костянтин Лашков;
- Режисер — Валерій Апананскій;
- Оператор — А. Насиров;
- Монтаж — Зінаїда Шейнеман;
- Редактор — Алла Борисова;
- Директор картини — Віктор Бородін.

## Факти
- У фільмі звучить прелюдія № 5 соль-мінор (op. 23) Сергія Рахманінова. Ідея її використання належить Олегу Каравайчуку, який був запрошений Мельниковим у якості композитора, але не став писати музику для фільму, а визнав, що саме цей твір найбільше відповідає духу картини.
- У другій серії, в сцені застілля, герой Михайла Боярського наспівує і награє на гітарі популярну в той час пісню з кінофільму «Генерали піщаних кар'єрів». Свій репертуар в картині Боярський підібрав собі сам.
- Фільм знятий на плівці Шосткинського хімкомбінату «Свема».

## Визнання та нагороди
- 1976 — Приз Міжнародної організації радіомовлення і телебачення та приз за найкращий сценарій у розділі драматичних творів на XIII Міжнародному фестивалі телевізійних фільмів у Празі.